# BV Werder 1910 Hannover
BV Werder 1910 Hannover is een Duitse voetbalclub uit Hannover.

## Geschiedenis
In 1909 werd SV Welf Hannover opgericht, genoemd naar het adellijk geslacht Welfen. Uit deze club werd in 1910 BV Werder opgericht, genoemd naar Werder Bremen. Werder ging spelen in de Hannoverse competitie. Werder geraakte niet weg uit de tweede klasse, behalve in 1913/14 toen de club laatste werd in de eerste klasse van Hannover. Door de invoering van de NFV-Liga was de Hannoverse competitie voor één seizoen de tweede klasse waardoor Werder nog steeds niet actief was op het hoogste niveau.